# Boarmia carinentaria
Boarmia carinentaria là một loài bướm đêm trong họ Geometridae.